# François Billetdoux
François Billetdoux (7. září 1927, Paříž – 26. listopadu 1991, Paříž) byl francouzský dramatik a romanopisec.
Jeho dcerou je Raphaële Billetdoux.

## Práce

### Dramata
- À la nuit la nuit (1955)
- Le comportement des époux Bredburry (1955)
- Tchin-Tchin (1959)
- Va donc chez Thorpe (1961)
- Comment va le monde, Môssieu ? Il tourne, Môssieu (1964)
- Il faut passer par les nuages (1966)
- Silence, l'arbre remue encore (1967)
- Femmes Parallèles (1970)
- Rintru pa trou tar, hin (1971)
- Les Veuves (1972)
- La Nostalgie, camarade (1974)
- Ai-je dit que je suis bossu (1980)
- Réveille-toi, Philadelphie (1988)

### Romány
- L'Animal (1955)
- Royal garden blues (1957)
- Brouillon d'un bourgeois (1961)